# ミー散乱

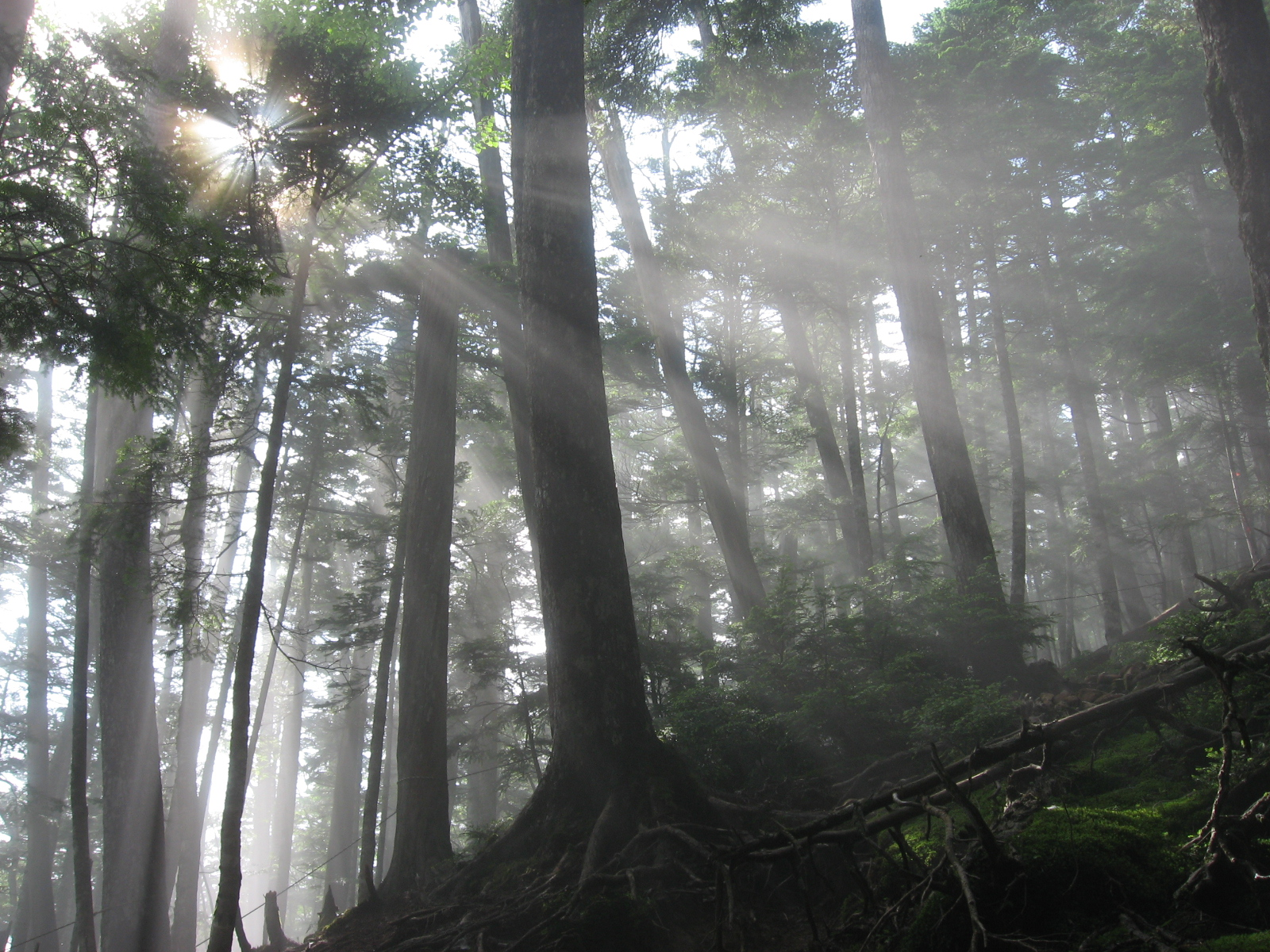
主にミー散乱によって起こるチンダル現象

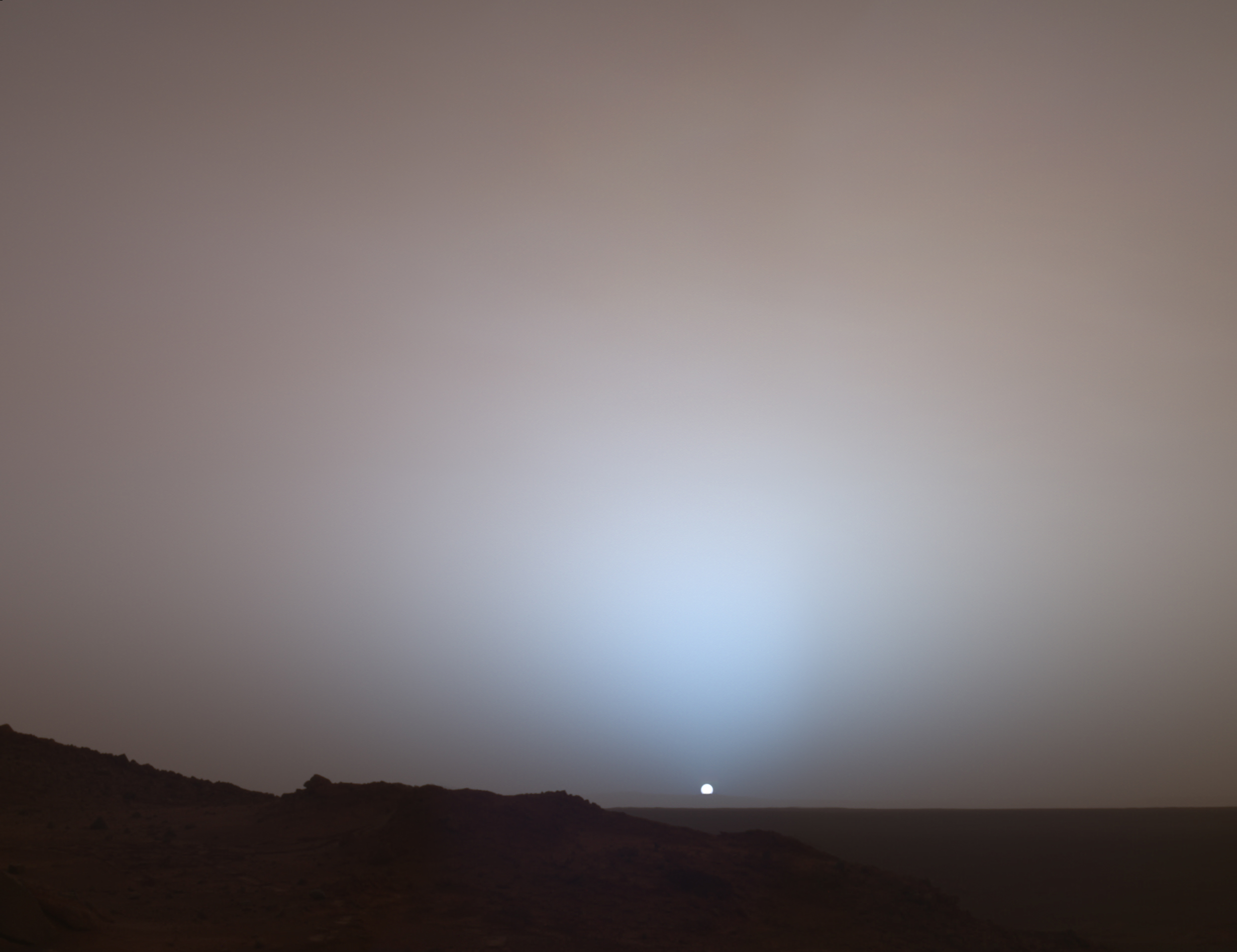
火星探査機キュリオシティがゲールクレーターで撮影した火星の青い夕焼け

完全導電性金属球のレーダー反射断面積(RCS)の計算から、強度が周波数の関数となるミー散乱理論を表したグラフ。左側の（漸近線が右上がり）の領域はレイリー散乱で、中央から右側の（漸近線が水平）の領域はミー散乱。

ミー散乱（ミーさんらん、独: Mie-Streuung）は、光の波長程度以上の大きさの球形の粒子による光の散乱現象である。粒子のサイズが非常に大きくなると、ミー散乱と幾何光学の二つの手法による計算結果が類似するようになる。なお、波長に対して粒子（散乱体）が大きい場合は回折散乱が、光の波長の1/10以下になるとレイリー散乱が適用される。
グスタフ・ミーにより厳密解が導かれたとされているが、同時期にルードヴィヒ・ローレンツやピーター・デバイなども厳密解を得ていた。散乱の特徴として、粒子のサイズが大きくなるにつれて前方への指向性が強くなる。その際には、側方および後方へはあまり散乱しなくなる。

## ミー散乱が関わる自然現象
雲が白く見える一因である。これは雲を構成する雲粒の半径が数 - 数10 µm の大きさで、太陽光の可視光線の波長に対してミー散乱の領域となり、可視域の太陽放射がどの波長域でもほぼ同程度に散乱されるためである。
地球では空気分子によるレイリー散乱が青い空を見せているが、地球に比べて低重力の火星では、大気に空気分子が少ないため浮遊する土埃（ダスト）のミー散乱が卓越し空は違った色となる。火星の昼間の空は赤く、夕焼けは青いが、これは火星のダストの粒子径では可視光領域において長波長のほうが強く散乱されるためと考えられている。昼間は散乱された長波長の赤色光が空を赤に色づかせ、太陽が低い夕方は赤色光が散乱過多で減衰し散乱されにくい短波長の青色光が見える。

## 応用

### がんの検出とスクリーニング
ミー散乱理論は、角度分解低コヒーレンス干渉法を用いて、細胞組織からの散乱光が、健常細胞核または癌細胞核によるかどうかを決定するために用いられてきた。

### 磁性粒子
磁性体粒子において、多数の異常な電磁散乱効果が生じる。比誘電率が透磁率に等しい場合、後方散乱利得はゼロである。また、散乱放射は、入射放射と同じ向きで偏光される。粒子サイズがミー散乱の起きる限界まで小さい場合では、前方散乱がゼロであり、他の方向の散乱放射の完全な偏光のために、前方散乱と後方散乱における非対称性が生じる。

### メタマテリアル
ミー散乱理論はメタマテリアルの設計に使用されている。この種のメタマテリアルは、通常、低誘電率構造体に周期的またはランダムに埋め込まれた金属または非金属介在物の三次元複合材料からなる。
この場合、負の誘電率、もしくは透磁率は、介在物の共鳴ミー散乱時に現れるように設計される。
負の実効誘電率は電気双極子散乱係数の共鳴時に、負の実効透磁率は磁気双極子散乱係数の共鳴時に合わせて設計され、DNG（誘電率、透磁率ともに負の）媒質はこの両方に合わせて設計される。粒子は通常、以下の組み合わせを有する。
1. 比誘電率と透磁率の値が1よりも大きく近接している1組の磁性体誘電体粒子
2. 等しい誘電率を有するが異なるサイズを有する2つの異なる誘電体粒子
3. 大きさは同じであるが誘電率が異なる2つの異なる誘電体粒子

理論的には、ミー散乱理論によって分析される粒子は一般に球形であるが、実際には、粒子は通常、製作を容易にするために立方体または円柱として作製される。格子定数が動作波長よりもはるかに小さいという形で述べることができる均質化の基準を満たすためには、誘電体粒子の比誘電率は1よりはるかに大きくなければならない。負の有効誘電率、たとえば負の誘電率（もしくは透磁率）を達成するためには比誘電率（もしくは透磁率）は εr > 78(38) でなければならない。

### アンテナ
ミー散乱理論では、先に磁性粒子の項で挙げた通り、前方および後方散乱では非対称性が生じうるので、これを利用することで指向性アンテナを作成することができる。さらに、誘電体中における波長（光速）の変化によって、通常空間に比してアンテナは小型になりうる。結果、高い指向性と小型化を両立したアンテナを作成できる。
また、誘電体粒子の共鳴ミー散乱を相互結合の代わりに用いることで、八木アンテナを形成することも可能であり、これを用いたナノスケールのアンテナを光学素子として用いる方法も提案されている。